# Bantikow
Bantikow ist ein Ortsteil der Gemeinde Wusterhausen/Dosse im Landkreis Ostprignitz-Ruppin im Nordwesten Brandenburgs. Am 1. April 2010 hatte Bantikow 453 Einwohner. Das Dorf liegt am sogenannten Untersee (auch „Bantikower See“ genannt) und gewinnt aufgrund seiner landschaftlich günstigen Lage in jüngerer Zeit Bedeutung für den Fremdenverkehr.

## Geschichte
Die Archäologie geht auf Grund von gesicherten Siedlungsspuren davon aus, dass der Ort Bantikow bereits über 1000 Jahre alt ist. Erstmals schriftlich wird der Ort 1307 als Bant(t)ecowe genannt. In diesem Jahr stellten die Grafen von Schwerin in Bantikow eine Urkunde für das Kloster Stepenitz aus. 1364 ist die Nennung in bantekowe, 1487 Bantkow, 1753 Bantikow. Grundform des Ortsnamens ist das altslawische Wort Badk-ow und bedeutet Ort eines Badk. Der Personenname Badk ist eine Kurzform zu Vornamen wie Badislav.
Von vor 1339 bis 1438 gehörte Bantikow zur Herrschaft Fretzdorf der altmärkischen Familie von Kröcher. Seit vor 1470 bis 1738 war ein Anteil mit Rittersitz im Besitz des Gutes Fretzdorf bzw. des Gutes Wulkow. Der zweite Anteil mit einem Rittersitz gehörte von vor 1536 bis 1810 der Familie von Grabow zu Bantikow, die nach 1738 auch den ersten Anteil erhielt. Von 1810 bis 1816 verfügte die Familie von Grumbckow zu Bantikow und von 1816 bis nach 1840 Familie Krüger über beide Rittersitze und seit 1738 über das ganze Dorf. Um 1879 wird ein Herr Alex. Roloff als Grundbesitzer genannt. Bantikow war schon damals ein kreistagsfähiges Rittergut, der Gutsherr hatte einen Anspruch auf einen Sitz im Kreistag. Als Größe nennt das erstmals amtlich publizierte Generaladressbuch der Rittergutsbesitzer im Königreich Preußen 436,30 ha. 1910 gehört das immer noch gleich große Bantikow der Witwe Elisabeth Amelung. Es folgt wohl nur kurz Herr Paul Meihsner, denn für 1914 ist ein Graf Konrad von Saurma-Sterzendorf (1886–1942), aus Schlesien stammend, liiert mit der Bankierstochter Dorothea Goldschmidt, nachgewiesen. Ihm zur Seite stehen Rentmeister Müller und Inspektor Meyer. 1920 wird der Bauunternehmer Dr. Paul de Gruyter als Gutsbesitzer genannt. Der neue Eigentümer lädt dann zu öffentlichen Besichtigungen seines Gutes ein, für die Fachwelt aus der deutschen Landwirtschaftsgesellschaft. De Gruyter wurde auch dann später zum Amtsvorsteher-Stellvertreter gewählt. Vor der großen Wirtschaftskrise bestand sein Rittergut aus den 436 ha sowie einem Vorwerk mit 140 ha. Betrieben wurde hauptsächlich Schafsviehwirtschaft. Die Verwaltung führte Oberinspektor Franz Häussler. Im Ort besaß zeitgleich Karl Hegermann I einen 42 ha großen Hof, der schon einen Hanomag-Schlepper nutzte. De Gruyter selbst war ebenso modern eingestellt, zeigte als Fachmann sogar Interesse an Schiffbau und Bergbau. Wie viele Gutsbesitzer war er Mitglied der Deutschen Dendrologischen Gesellschaft. Der letzte Gutsbesitzer auf Bantikow ist Horst de Gruyter, mit Elisabeth von Möllendorff, aus dem Hause Horst, verheiratet. Er besaß bereits das  263 ha Gut Tiefensee im Barnim, mit Villa und Landschaftspark.

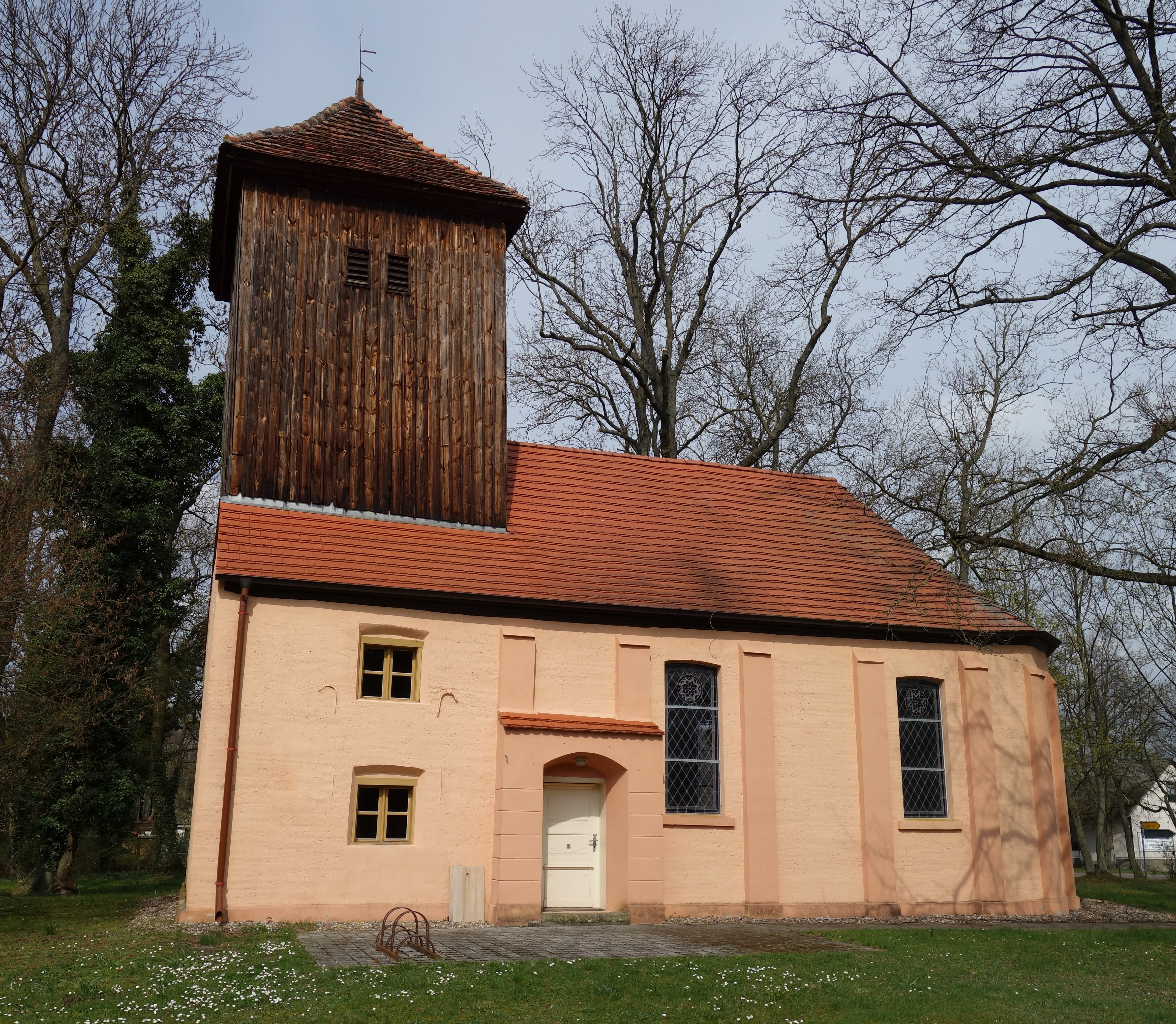
Dorfkirche Bantikow

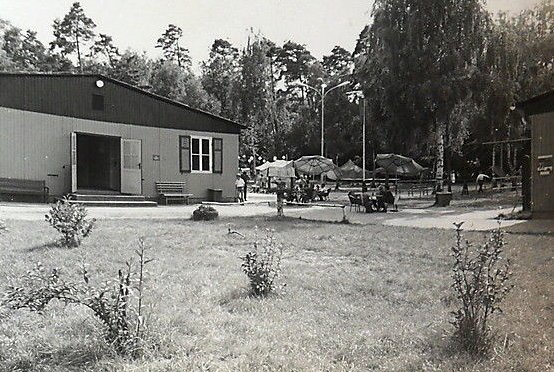
Ferienlager Bantikow

Die Dorfkirche ist ein verputzter Saalbau aus dem Jahre 1792.
Aus dem Jahre 1906 stammt der schlossähnliche Neubarockbau des heutigen denkmalgeschützten ehemaligen Gutshauses, der über einem älteren Kern errichtet worden ist. Der dazugehörige Park ist eine ca. 15 ha große landschaftlich gestaltete Anlage aus dem 19. Jahrhundert.
Das Schloss fungierte nach dem Zweiten Weltkrieg als LDPD-Zentralparteischule „Dr. Wilhelm Külz“ und nach 1990 vorübergehend als Lehrgangsstätte der Bundesanstalt für Arbeit, wurde um das Jahr 2000 von dem Bauunternehmer Kurt Glass gekauft und in ein Kur- und Wellnesshotel umgewandelt. 1963 wurden hier Szenen des Films Die Suche nach dem wunderbunten Vögelchen gedreht.
Zu DDR-Zeiten wurden im Ort mehrere Kinder-Ferienlager errichtet und unterhalten.
Kinderferienlager
- des VEB Zellstoffwerke Wittenberge
- der Molkereigenossenschaft Kyritz
- vom Elektroanlagenbau Kyritz (EAB)
- Jugendheim
- Kinderdorf
- Zeltlager der Krankenanstalten Perleberg